# Helen LaKelly Hunt
Helen LaKelly Hunt (1949) è un'attivista, filantropa, scrittrice, femminista statunitense; è la figlia del magnate del petrolio H. L. Hunt. Ha conseguito lauree e lauree honoris causa presso lo Union Theological Seminary (NY) e la Southern Methodist University.

## Vita e carriera
È fondatrice e presidente di The Sister Fund.
La Hunt vive a Dallas, in Texas, con il marito Harville Hendrix.
Helen LaKelly Hunt e suo marito hanno sviluppato la Imago Relationship Therapy. Insieme hanno sei figli, tra cui Haela Hunt-Hendrix, cantante della band black metal americana Liturgy, Leah Hunt-Hendrix, attivista dell'Occupy Movement e Kimberly June Miller, co-autrice del libro Boundaries for Your Soul.
È un membro della famiglia di petrolieri/calciatori Hunt. Suo fratello Lamar ha fondato l'American Football League e i Kansas City Chiefs. Suo nipote Clark, figlio di Lamar, è diventato comproprietario e presidente del consiglio di amministrazione dei Chiefs dopo la morte di Lamar.

## Lavori
La Hunt ha scritto diversi libri sul femminismo, tra cui Faith and Feminism: A Holy Alliance e And The Spirit Moved Them: The Lost Radical History of America's First Feminists.
- (EN) Helen LaKelly Hunt, Faith and Feminism: A Holy Alliance, Atria, 2004, ISBN 0743483723.
- (EN) Helen LaKelly Hunt, And The Spirit Moved Them: The Lost Radical History of America's First Feminists, The Feminist Press at CUNY, 2017, ISBN 9781558614291.

Ha inoltre collaborato alla stesura del libro Becoming Myself: Reflections on Growing Up Female.
- (EN) Willa Shalit, Becoming Myself: Reflections on Growing Up Female, Hachette Books, 2007, ISBN 978-1401308957.

La Hunt è coautrice di diversi libri insieme al marito, tra cui:
- Hendrix, Harville; LaKelly Hunt, Helen (1988). Getting the Love You Want: A Guide for Couples. St. Martin's Griffin. ISBN 9781250310538.
- Hendrix, Harville; LaKelly Hunt, Helen (1993). Keeping the Love You Find. Atria. ISBN 0671734202.
- Hendrix, Harville; LaKelly Hunt, Helen (1997). Giving the Love That Heals. Atria. ISBN 0671793993.
- Hendrix, Harville; LaKelly Hunt, Helen (2004). Receiving Love. Atria. ISBN 0743483707.
- Hendrix, Harville; LaKelly Hunt, Helen (2013). Making Marriage Simple: Ten Relationship-Saving Truths. Harmony Books. ISBN 9780770437145.
- Hendrix, Harville; LaKelly Hunt, Helen (2017). The Space Between: The Point of Connection. Franklin, TN: Clovercroft Publishing. ISBN 978-1945507366.